# Licymnios de Chios
Pour les articles homonymes, voir Licymnios.
Licymnios de Chios (en grec ancien Λικύμνιος ὁ Χῖος) est un poète dithyrambique et professeur de rhétorique, maître de Polos. Sa période la plus productive se situerait vers -420.

## Notice historique
Il est cité par Sextus Empiricus, Aristote et Athénée.

### Sources contemporaines
- (fr) Pierre Pellegrin (dir.) (trad. du grec ancien), Œuvres complètes, Paris, Éditions Flammarion, 2014, 2923 p. (ISBN 978-2-08-127316-0)
- (fr) Luc Brisson (dir.) (trad. du grec ancien), Œuvres complètes, Paris, Éditions Gallimard, 2008 (1re éd. 2006), 2204 p. (ISBN 978-2-08-121810-9)
- E. Robbins, « Licymnius », in H. Cancik et H. Schneider (éd.), Brill’s New Pauly. Encyclopaedia of the Ancient World, volume 7 (K-LYC), Leyde-Boston, Brill, 2005, col. 544.